# Yehudi Menuhin
El baró Yehudi Menuhin   (Nova York, 22 d'abril de 1916 - Berlín, 12 de març de 1999), també conegut com a Lord Menuhin of Stoke d'Abernon, OM, KBE, fou un violinista i director d'orquestra jueu d'origen estatunidenc i nacionalitzat britànic.

## Biografia
Va nàixer el 22 d'abril de 1916 a la ciutat estatunidenca de Nova York, en una família de tradicions jueves, on la seva germana Hephzibah també estudià música i fou una famosa pianista (1920-1981). A tres anys inicià l'estudi del violí de la mà de Sigmund Anker. A set anys feu el seu debut com a solista a la San Francisco Symphony Orchestra, per a continuar els seus estudis sota la direcció del mestre romanès George Enescu.
Durant la Segona Guerra Mundial va interpretar diverses vegades en favor dels soldats aliats així com en concerts en benefici de la Creu Roja. El 1947 es convertí en el primer jueu a retornar a Alemanya per interpretar diverses peces musicals després de l'Holocaust.
A partir d'aquell moment s'anà construint una sòlida carrera com intèrpret del violí, i posteriorment engrandí encara més la seva fama com a director d'orquestra, dirigint les orquestres més prestigioses d'arreu del món com a director convidat. El 1962 creà la Yehudi Menuhin School a Surrey, Anglaterra, amb una clara funció pedagògica.
Entre els diversos guardons rebuts al llarg dels anys va rebre el 1977 el Premi de la Pau dels llibreters alemanys, el 1990 va ser guardonat amb el Premi Glenn Gould, i el 1997 el Premi Príncep d'Astúries de la Concòrdia juntament amb Mstislav Rostropóvitx pel seu compromís personal amb el qual han realitzat les millors aportacions a la llibertat, la defensa dels drets dels febles i de les causes més nobles, i que amb la universalitat de la seva música han contribuït a més a l'harmonia i la concòrdia dels pobles. L'any 1997 va ser l'encarregat de realitzar el pregó de les Festes de la Mercè de Barcelona, amb un discurs en el qual va proclamar que la cultura és el camí cap a una millor civilització.
El 1985 fou armat cavaller per la reina Elisabet II (Sir Yehudi Menuhin), la qual vuit anys més tard l'ennoblí (Yehudi, Lord Menuhin).
Menuhin va morir el 12 de març de 1999 a la ciutat de Berlín, Alemanya, per unes complicacions d'una bronquitis.

## Premis i distincions
- 1967 - Premis Grammy Millor interpretació de música de cambra per West Meets East (amb Ravi Shankar)
- 1977 - Premis Grammy Millor Àlbum Clàssic per Concert Of The Century (amb Isaac Stern, Leonard Bernstein, Mstislav Rostropóvitx i Vladimir Horowitz)
- 1990 - El Brahmspreis
- Premi de la Pau del Comerç Llibreter Alemany.